# Encavis
Die Encavis AG ist ein börsennotiertes Unternehmen mit Sitz in Hamburg, das als unabhängiger Stromerzeuger Solarparks und Onshore-Windkraftanlagen in zwölf europäischen Ländern betreibt. Die Anlagen zur nachhaltigen Energieerzeugung erwirtschaften Erträge durch garantierte Einspeisevergütungen (FIT) oder langfristige Stromabnahmeverträge (PPA). Die Gesamterzeugungskapazität des Encavis-Konzerns beträgt rund 3,5 Gigawatt (GW) (Stand Juni 2023).

## Geschichte
Die Encavis AG entstand 2001 als Capital Stage AG durch Einbringung der Beteiligungen der Futura Capitalis AG in die seit 1998 börsennotierte HWAG Hanseatisches Wertpapierhandelshaus AG. Zu Beginn war das Unternehmen eine Kapitalbeteiligungsgesellschaft (Private-Equity-Gesellschaft) und hielt Beteiligungen an Solarunternehmen wie Conergy und Inventux Solar Technologies. In den Folgejahren wandelte sich das Unternehmen zu einem Investor und Betreiber von (Freiflächen-)Solarparks und (Onshore-)Windkraftanlagen.
Am 30. Mai 2016 kündigte die Capital Stage AG ein Übernahmeangebot für den Wettbewerber Chorus Clean Energy AG an. Dieser Aktientausch endete am 5. Oktober 2016. In der Annahmefrist konnten Chorus-Aktionäre je drei Chorus-Aktien zum Tausch für jeweils fünf Capital-Stage-Aktien anmelden. Die Capital Stage AG erhielt dadurch 94,42 Prozent der Chorus Clean Energy AG. Am 8. März 2017 gab Capital Stage bekannt, mehr als 95 % des Grundkapitals der Chorus Clean Energy AG zu besitzen. Zugleich leitete Capital Stage ein Squeeze-out-Verfahren ein. Die ordentliche Hauptversammlung der Chorus Clean Energy AG stimmte am 22. Juni 2017 dem Begehren der Capital Stage AG mit mehr als 99 Prozent des vertretenen Grundkapitals zu.
Im Februar 2018 benannte sich die Capital Stage AG in Encavis AG um und wurde einer der führenden unabhängigen Betreiber von Solar- und Windparkanlagen in Europa mit mehr als 3 Gigawatt Gesamtleistung.
Ende Oktober 2022 übernahm die Encavis AG mehrheitlich die Anteile an der Stern Energy S.p.A. mit Hauptsitz in Parma, Italien. Das Unternehmen ist ein spezialisierter Dienstleister für die Errichtung, den Betrieb, die Wartung und das Revamping von Photovoltaikanlagen.
Im März 2023 betrieb das Unternehmen nach eigenen Angaben über 200 Solarparks und über 90 Windkraftanlagen mit einer Leistung von über 3 GW in Deutschland, Dänemark, Finnland, Frankreich, Großbritannien, Irland, Italien, Litauen, den Niederlanden, Schweden, Spanien und Österreich.
Die Börse Hamburg hat am 8. Januar 2025 und die Frankfurter Wertpapierbörse am 28. Januar 2025 dem Antrag der Encavis AG stattgegeben, den Handel der Aktien ab dem 1. Februar 2025 im regulierten Markt einzustellen.

## Aktionärsstruktur
25,03 % der Aktien befanden sich im Besitz des Pools der AMCO Service GmbH mit der Dr. Liedtke Vermögensverwaltung GmbH, PELABA Vermögensverwaltungs GmbH & Co. KG, ALOPIAS Anlagenverwaltungs GmbH & Co. KG, Krüper GmbH, Dr. Manfred Krüper und Sebastian Krüper. Die restlichen 74,97 % waren im Streubesitz.
Am 14. März 2024 gab der US-amerikanische Finanzinvestor KKR über die Holdinggesellschaft Elbe BidCo AG ein Übernahmeangebot für Encavis ab. An der Elbe BidCo AG beteiligte sich die Viessmann Generations Group GmbH & Co. KG und ABACON CAPITAL. Die Aktionäre nahmen das Angebot mehrheitlich an. Nach Abschluss der Transaktion hielten die neuen Mehrheitsaktionäre zusammen 87,73 % der Aktien. Am 23. Dezember 2024 wurde ein Delistingangebot unterbreitet, das am 31. Januar 2025 endete, wodurch die Elbe BidCo AG ihren Anteil auf 91,12 % erhöhen konnte und nun beabsichtigt, einen verschmelzungsrechtlichen  Squeeze-out durchzuführen.

## Indizes
Das Unternehmen ist/war in folgenden Indizes gelistet:
- Deutscher Aktienindex SDAX (Abstieg aus dem MDAX zum 23. September 2024[12], zum 28. November 2024 wurde Encavis im SDAX durch W&W ersetzt[13])
- STOXX Europe 600 (Aufstieg am 19. September 2022[14], Abgestiegen am 29. Januar 2025)
- Globaler Aktienindex MSCI World
- Europäischer Aktienindex MSCI Europe
- MSCI Germany Small-Cap
- Hamburger Aktienindex HASPAX
- S&P Clean Energy Index
- Solar Energy Stock Index
- Photon-Photovoltaik-Aktien-Index (PPVX)

## Beteiligungen
Zur Encavis-Gruppe gehören die Tochtergesellschaften Encavis Asset Management AG in Neubiberg sowie die Stern Energy S.p.A. in Parma, Italien.